# Amtsgericht Rees

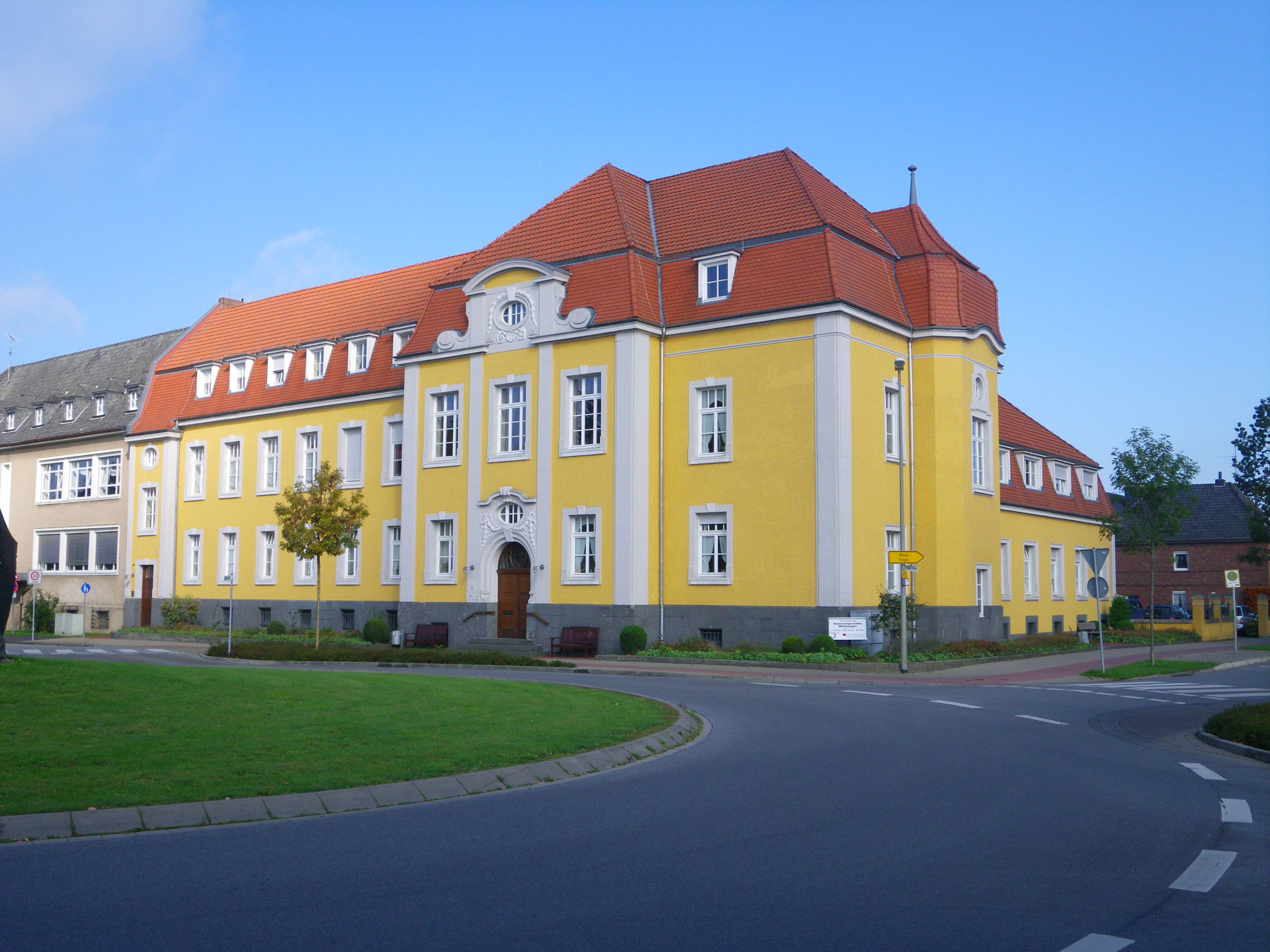
Früheres Gerichtsgebäude (2011)

Das Amtsgericht Rees war von 1879 bis 1975 ein deutsches Amtsgericht mit Sitz in Rees.

## Geschichte
In Rees bestand von 1849 bis 1879 die Gerichtskommission Rees des Kreisgerichts Wesel. Das königlich preußische Amtsgericht Rees wurde mit Wirkung zum 1. Oktober 1879 als eines von acht Amtsgerichten im Bezirk des Landgerichtes Duisburg im Bezirk des Oberlandesgerichtes Hamm gebildet. Der Sitz des Gerichtes war Rees. Sein Gerichtsbezirk umfasste aus dem Kreis Rees die Stadt Rees, die Landbürgermeisterei Rees, die Bürgermeisterei Haldern ohne die Gemeindebezirke Loikum und Wertherbruch sowie die Gemeindebezirke Bienen und Grietherbusch aus der Bürgermeisterei Vrasselt. Am Gericht bestand 1888 eine Richterstelle. Das Amtsgericht war damit ein kleines Amtsgericht im Landgerichtsbezirk. Mit dem Niederrhein-Gesetz wurden das Amtsgericht Rees zum 30. Juni 1975 aufgehoben. Sein Bezirk gehört seitdem vollständig zum Amtsgericht Emmerich, das dem Landgericht Kleve unterstellt ist. Die Räume des ehemaligen Gerichtes, Sahlerstraße 2, werden heute als Standesamt genutzt.
Bis Ende Juni 1975 wurden Teile des Amtsgerichtes Rees noch durch die Grundschule Rees genutzt.